# Flatland (film, 2007)
Pour plus de détails, voir Fiche technique et Distribution.
Flatland est un film américain réalisé par Ladd Ehlinger Jr., sorti en 2007. Ce film d'animation mélangeant 2D et 3D a été intégralement réalisé par Ladd Ehlinger Jr.

## Synopsis
Dans un monde plat, Carré A apprend à son fils Hexagone A à voir dans cet univers particulier. Alors que la guerre contre les Chromatistes menace, la perception du monde va changer quand il rencontre Sphère A.

## Fiche technique
- Titre : Flatland
- Réalisation : Ladd Ehlinger Jr.
- Scénario : Tom Whalen d'après le roman Flatland d'Edwin Abbott Abbott
- Musique : Mark Slater
- Montage : Ladd Ehlinger Jr.
- Production : F. X. Vitolo
- Société de production : Flatland Productions
- Pays :  États-Unis
- Genre : Animation, et science-fiction
- Durée : 95 minutes
- Dates de sortie : 
  -  États-Unis : 14 janvier 2007

## Doublage
- Ladd Ehlinger Jr. : Carré A
- Simon Hammond : Sphère A
- Megan Colleen : Hexagone A
- Chris Carter : le roi de Lineland
- Oscar Gutierrez : le vieux trapèze
- Michael Karle : le médecin pentagone
- Jeff Sanders : le cube Carlton
- Jonathon Shoemaker : le soldat X
- Greg Trent : le président cercle
- Robert Ehlinger : Carré B

## Accueil
Paul Di Filippo pour SciFi.com a donné au film la note de « A » appréciant son aspect éducatif malgré des intertitres envahissants.
Dan Schneider pour Blogcritics estime quant à lui que le film est bon quand il est proche du roman original mais déplore des modifications d'ordre politique comme le fait que le président Cercle porte une couronne ou que Sphère A ne soit plus un guide mystique mais un chef d'entreprise.